# Neuseeländische Cricket-Nationalmannschaft in Irland in der Saison 2022
Die Tour der neuseeländischen Cricket-Nationalmannschaft nach Irland in der Saison 2022 fand vom 10. bis zum 22. Juli 2022 statt. Die internationale Cricket-Tour war Bestandteil der Internationalen Cricket-Saison 2022 und umfasste drei ODIs und drei Twenty20s. Die ODIs waren Bestandteil der ICC Cricket World Cup Super League 2020–2023. Neuseeland gewann beide Serien 3–0.

## Vorgeschichte
Irland bestritt zuvor eine Tour gegen Indien, Neuseeland eine Tour in England. Es war das erste Aufeinandertreffen der beiden Mannschaften bei einer Tour. Zuvor reiste Neuseeland nach Irland nur für Drei-Nationen Turniere oder Tour Matches.

## Stadien
Die folgenden Stadien wurden für die Tour als Austragungsort vorgesehen.
| Stadion                      | Stadt   | Kapazität | Spiele      |
| ---------------------------- | ------- | --------- | ----------- |
| Stormont                     | Belfast | 7.000     | 1. – 3. ODI |
| Malahide Cricket Club Ground | Dublin  | 11.500    | 1. – 3. ODI |

## Kaderlisten
Irland benannte seinen Kader am 17. Juni 2022.
Neuseeland benannte seinen ODI-Kader am 21. Juni 2022.
| ODI | ODI | Twenty20 | Twenty20 |
| Irland | Neuseeland | Irland | Neuseeland |
| --- | --- | --- | --- |
| - Andrew Balbirnie (K) - Mark Adair - Curtis Campher - Gareth Delany - George Dockrell - Stephen Doheny - Graham Hume - Josh Little - Andy McBrine - Simi Singh - Paul Stirling - Harry Tector - Lorcan Tucker - Craig Young | - Tom Latham (K, wk) - Finn Allen - Michael Bracewell - Dane Cleaver (wk) - Jacob Duffy - Lockie Ferguson - Martin Guptill - Matt Henry - Adam Milne - Henry Nicholls - Glenn Phillips - Mitchell Santner - Ish Sodhi - Blair Tickner - Will Young | - Andrew Balbirnie (K) - Mark Adair - Curtis Campher - Gareth Delany - George Dockrell - Stephen Doheny - Fionn Hand - Josh Little - Andy McBrine - Barry McCarthy - Conor Olphert - Paul Stirling - Harry Tector - Lorcan Tucker - Craig Young | - Mitchell Santner (K) - Finn Allen - Michael Bracewell - Mark Chapman - Dane Cleaver (wk) - Jacob Duffy - Lockie Ferguson - Martin Guptill - Adam Milne - Daryl Mitchell - James Neesham - Glenn Phillips - Michael Rippon - Ben Sears - Ish Sodhi - Blair Tickner |

## One-Day Internationals

### Erstes ODI in Dublin
| 10. Juni Scorecard | Dublin | Irland 300-9 (50)               | – | Neuseeland 305-9 (49.9) |
|                    |        | Neuseeland gewinnt mit 1 Wicket |   |                         |

Neuseeland gewann den Münzwurf und entschied sich als Feldmannschaft zu beginnen. Nachdem Irland früh die beiden Eröffnungs-Batter verloren hatte, konnte Andy McBrine zusammen mit Harry Tector eine erste Partnerschaft aufbauen. McBrine schied nach 39 Runs aus und an der Seite von Tector erzielten dann Curtis Campher 43 Runs und Lorcan Tucker 26 Runs. Nachdem Tector nach einem Century über 113 Runs aus 117 Bällen sein Wicket verloren hatte, konnten George Dockrell mit 18 Runs und Simi Singh mit 30 Runs die Vorgabe auf 201 Runs erhöhen. Beste neuseeländischen Bowler waren mit jeweils 2 Wickets Lockie Ferguson für 44 Runs, Ish Sodhi für 62 Runs und Blair Tickner für 71 Runs. Für Neuseeland konnte sich zunächst Martin Guptill etablieren und an seiner Seite Kapitän Tom Latham 23 Runs erreichen. Diesem folgte Glenn Phillips und nachdem Guptill nach einem Half-Century über 51 Runs sein Wicket verlor, konnte sich Michael Bracewell etablieren. Phillips schied nach 38 Runs aus, bevor Ish Sodhi 25 Runs erreichte. Bracewell gelang es dann im letzten Over die verbliebenen 20 Runs einzuholen, ein Rekord für ODI-Cricket, und so das Spiel für Neuseeland zu entscheiden. Er erzielte dabei ein Century über 127* Runs aus 82 Bällen. Bester irischer Bowler war Curtis Campher mit 3 Wickets für 49 Runs. Als Spieler des Spiels wurde Michael Bracewell ausgezeichnet.

### Zweites ODI in Dublin
| 12. Juni Scorecard | Dublin | Irland 216 (48)                  | – | Neuseeland 217-7 (38.1) |
|                    |        | Neuseeland gewinnt mit 3 Wickets |   |                         |

Neuseeland gewann den Münzwurf und entschied sich als Feldmannschaft zu beginnen. Nachdem Irland früh seine Eröffnungs-Batter verloren hatte, konnte sich Andy McBrine etablieren, der zusammen mit Curtis Campher eine Partnerschaft aufbaute. McBrine schied nach 28 Runs aus und wurde durch Lorcan Tucker gefolgt. Campher verlor nach 25 Runs sein Wicket und ihm folgte George Dockrell. Nachdem Tucker nach 19 Runs ausgeschieden war, konnte Dockrell ein Half-Century über 74 Runs erreichen. Von den verbliebenen Batter erzielte Simi Singh 16 Runs, bevor Mark Adair mit 27* Runs das Innings ungeschlagen beendete als das letzte Wicket fiel. Beste neuseeländischen Bowler mit jeweils 2 Wickets waren Michael Bracewell für 16 Runs, Mitchell Santner für 32 Runs und Matt Henry für 40 Runs. Neuseeland verlor zwei Wickets in den ersten beiden Bällen, bevor sich Finn Allen zusammen mit Tom Latham etablierte und eine Partnerschaft über 101 Runs erzielte. Allen schied nach einem Fifty über 60 Runs aus und an der Seite von Latham erzielten Henry Nicholls 17 und Glenn Phillips 16 Runs. Latham schied nach einem Half-Century über 55 Runs aus und Michael Bracewell konnte anschließend mit 42* Runs die Vorgabe Irlands im 39. Over einholen. Beste irischen Bowler waren Mark Adair mit 2 Wickets für 29 Runs und Simi Singh mit 2 Wickets für 51 Runs. Als Spieler des Spiels wurde Michael Bracewell ausgezeichnet.

### Drittes ODI in Dublin
| 15. Juni Scorecard | Dublin | Neuseeland 360-6 (50)        | – | Irland 359-9 (50) |
|                    |        | Neuseeland gewinnt mit 1 Run |   |                   |

Neuseeland gewann den Münzwurf und entschied sich als Schlagmannschaft zu beginnen. Von den neuseeländischen Eröffnungs-Battern konnte sich Martin Guptill etablieren und an seiner Seite Finn Allen 33 Runs und Tom Latham 30 Runs erzielen. Daraufhin bildete er mit Henry Nicholls eine Partnerschaft über 96 Runs, nach der Guptill nach einem Century über 115 Runs aus 126 Bällen sein Wicket verlor. Ihm folgte Glenn Phillips. Nicholls erreichte ein Fifty über 79 Runs und Phillips über 47 Runs, bevor eine letzte Partnerschaft mit Michael Bracewell mit 21* Runs und Mitchell Santner mit 14* Runs die Vorgabe auf 361 Runs erhöhten. Bester irischer Bowler war Josh Little mit 2 Wickets für 84 Runs. Für Irland etablierte sich Eröffnungs-Batter Paul Stirling, der, nachdem an seiner Seite Andy McBrine 26 Runs erreichte, mit Harry Tector eine Partnerschaft über 179 Runs bildete. Stirling verlor nach einem Century über 120 Runs aus 103 Bällen sein Wicket und ihm folgte Gareth Delany mit 14 Runs. Daraufhin schied Tector nach einem Century über 108 Runs aus 106 Bällen aus. Von den verbliebenen Battern erreichte Lorcan Tucker 14 Runs und George Dockrell 22 Runs und Graham Hume fehlte beim letzten Ball 2 Runs für den Ausgleich, jedoch gelang ihm nur 1 Bye. Beste neuseeländische Bowler waren Matt Henry mit 4 Wickets für 68 Runs und Mitchell Santner mit 3 Wickets für 71 Runs. Als Spieler des Spiels wurde Martin Guptill ausgezeichnet.

## Twenty20 Internationals

### Erstes Twenty20 in Belfast
| 18. Juni Scorecard | Belfast | Neuseeland 173-8 (20)          | – | Irland 142 (18.2) |
|                    |         | Neuseeland gewinnt mit 31 Runs |   |                   |

Irland gewann den Münzwurf und entschied sich als Feldmannschaft zu beginnen. Für Neuseeland konnte Martin Guptill zunächst 24 Runs erzielen, bevor sich Glenn Phillips etablieren konnte. An seiner Seite erzielten James Neesham 29 und Michael Bracewell 21 Runs. Phillips beendete das Innings dann mit einem Half-Century über 69* Runs. Bester irischer Bowler war Josh Little mit 4 Wickets für 35 Runs. Für Irland erzielte Eröffnungs-Batter Paul Stirling 13 und Andrew Balbirnie 12 Runs. Daraufhin konnte Curtis Campher 25 Runs erreichen, bevor sich eine Partnerschaft zwischen George Dockrell und Mark Adair bildete. Dockrell konnte 15 Runs erzielen und Adair 25, was jedoch nicht ausreichte um die Vorgabe einzuholen. Bester neuseeländischer Bowler war Lockie Ferguson mit 4 Wickets für 14 Runs. Als Spieler des Spiels wurde Glenn Phillips ausgezeichnet.

### Zweites Twenty20 in Belfast
| 20. Juni Scorecard | Belfast | Neuseeland 179-4 (20)          | – | Irland 91 (13.5) |
|                    |         | Neuseeland gewinnt mit 88 Runs |   |                  |

Irland gewann den Münzwurf und entschied sich als Feldmannschaft zu beginnen. Der neuseeländische Eröffnungs-Batter Finn Allen erzielte 35 Runs, bevor Dane Cleaver zusammen mit zusammen mit Glenn Phillips eine Partnerschaft über 53 Runs erzielte. Phillips schied nach 23 Runs aus und wurde durch Daryl Mitchell gefolgt, der 14 Runs erreichte. Cleaver beendete das Innings ungeschlagen mit einem Half-Century über 78* Runs. Beste irische Bowler waren Josh Little mit 2 Wickets für 31 Runs und Craig Young mit 2 Wickets für 34 Runs. Irland begann mit Paul Stirling, der 21 Runs erreichte und nachdem Curtis Campher nach 14 Runs sein Wicket verloren hatte, konnte Mark Adair 27 Runs erzielen. Dies reichte ejdoch nicht die Vorgabe einzuholen und im 14. Over fiel das letzte Wicket. Beste neuseeländische Bowler waren Michael Bracewell mit 3 Wickets für 5 Runs, der die Wickets in einem Hattrick erzielte, und Ish Sodhi mit 3 Wickets für 21 Runs. Als Spieler des Spiels wurde Dane Cleaver ausgezeichnet.

### Drittes Twenty20 in Belfast
| 22. Juni Scorecard | Belfast | Irland 174-6 (20)                | – | Neuseeland 180-4 (19) |
|                    |         | Neuseeland gewinnt mit 6 Wickets |   |                       |

Irland gewann den Münzwurf und entschied sich als Schlagmannschaft zu beginnen. Für Irland konnte Eröffnungs-Batter Paul Stirling 40 Runs erzielen, bevor Lorcan Tucker nach 28 Runs ausschied. Der hineinkommende Harry Tector erreichte 23 Runs, bevor sich eine letzte Partnerschaft zwischen Curtis Campher mit 19* Runs und Mark Adair mit 37* Runs das Innings beendete. Beste Bowler für Neuseeland waren Ish Sodhi mit 2 Wickets für 27 Runs und Blair Tickner mit 2 Wickets für 35 Runs. Von den neuseeländischen Eröffnungs-Battern schied zunächst Finn Allen nach 14 Runs und dann Martin Guptill nach 25 Runs aus. Daraufhin konnte sich Glenn Phillips etablieren und zusammen mit Daryl Mitchell eine Partnerschaft über 82 Runs erzielen. Nachdem Mitchell nach 48 Runs sein Wicket verloren hatte, folgte ihm James Neesham, der zusammen mit Phillips die Vorgabe im vorletzten Over einholte. Phillips erreichte dabei ein Half-Century über 56 Runs und Neesham 23 Runs. Bester Bowler für Irland war Josh Little mit 2 Wickets für 33 Runs. Als Spieler des Spiels wurde Glenn Phillips ausgezeichnet.

## Auszeichnungen

### Player of the Series
Als Player of the Series wurden der folgende Spieler ausgezeichnet.
| Serie   | Player of the Series |
| ------- | -------------------- |
| ODI     | Michael Bracewell    |
| Tweny20 | Glenn Phillips       |

### Player of the Match
Als Player of the Match wurden die folgenden Spieler ausgezeichnet.
| Spiel       | Player of the Match |
| ----------- | ------------------- |
| 1. ODI      | Michael Bracewell   |
| 2. ODI      | Michael Bracewell   |
| 3. ODI      | Martin Guptill      |
| 1. Twenty20 | Glenn Phillips      |
| 2. Twenty20 | Dane Cleaver        |
| 3. Twenty20 | Glenn Phillips      |